# Laurito
Laurito è un comune italiano di 666 abitanti della provincia di Salerno in Campania.

## Geografia fisica
- Classificazione sismica: zona 2 (sismicità media), Ordinanza PCM. 3274 del 20/03/2003.

## Storia
Nel Medioevo Laurito conobbe un periodo di sviluppo economico. Il feudo venne concesso da Roberto il Guiscardo ad uno dei suoi cavalieri allo scopo di controllare, unitamente ai castelli di Rofrano e di Alfano (non individuato), l'intero territorio. Testimonianza del benessere economico del feudo sono gli affreschi della Cappella di San Filippo, la cui parte più antica è datata nella seconda metà del XIII secolo. Dal 1811 al 1860 è stato capoluogo dell'omonimo circondario appartenente al distretto di Vallo del regno delle Due Sicilie.
Dal 1860 al 1927, durante il regno d'Italia è stato capoluogo dell'omonimo mandamento appartenente al circondario di Vallo della Lucania.

### Simboli
Lo stemma e il gonfalone del comune di Laurito sono stati concessi con decreto del presidente della Repubblica del 5 agosto 1991.
Il gonfalone è un drappo di bianco.

## Società

### Evoluzione demografica
Abitanti censiti

## Infrastrutture e trasporti

### Principali arterie stradali
- Strada statale 18 Tirrena Inferiore
- Strada provinciale 18/a Innesto SS 18-Laurito-Rofrano.

## Amministrazione

### Sindaci
| Periodo        | Periodo        | Primo cittadino   | Partito                                          | Carica  | Note |
| -------------- | -------------- | ----------------- | ------------------------------------------------ | ------- | ---- |
| 12 giugno 1994 | 24 maggio 1998 | Pietro Lia        | PDS                                              | Sindaco |      |
| 24 maggio 1998 | 26 maggio 2002 | Pietro Lia        | centro-sinistra                                  | Sindaco |      |
| 27 maggio 2002 | 27 maggio 2007 | Vincenzo Speranza | centro-sinistra                                  | Sindaco |      |
| 28 maggio 2007 | 6 maggio 2012  | Filippo Carro     | lista civica                                     | Sindaco |      |
| 7 maggio 2012  | in carica      | Vincenzo Speranza | lista civica Centro Sinistra Insieme per Laurito | Sindaco |      |

### Altre informazioni amministrative
Il comune fa parte della Comunità montana Bussento - Lambro e Mingardo.